# Ayacaxtle
Ayacaxtle är en ort i Mexiko.   Den ligger i kommunen Chicontepec och delstaten Veracruz, i den sydöstra delen av landet, 210 km nordost om huvudstaden Mexico City. Ayacaxtle ligger 267 meter över havet och antalet invånare är 508.
Terrängen runt Ayacaxtle är varierad. Runt Ayacaxtle är det ganska tätbefolkat, med 65 invånare per kvadratkilometer. Närmaste större samhälle är Chicontepec de Tejada, 18,4 km väster om Ayacaxtle. Trakten runt Ayacaxtle består till största delen av jordbruksmark.